# آدولف هایزینگر
آدولف هایزینگر (انگلیسی: Adolfo Heisinger; ۳۰ مهٔ ۱۸۹۸ – ۳۱ اکتبر ۱۹۷۶) بازیکن فوتبال اهل آرژانتین بود.
از باشگاه‌هایی که در آن بازی کرده‌است می‌توان به باشگاه فوتبال اتلتیکو تیگره اشاره کرد.
وی همچنین در تیم ملی فوتبال آرژانتین بازی کرده‌است.